# Fijaker
Fijaker je bečki naziv (originalno Fiaker) za registrirane (numerirane) dvoprežne kočije javnog prijevoza, s kočijašem, koje su se na taj način razlikovale od nenumeriranih Janški kočija (Janschky-Wagen) i jednoprežnih (Comfortables).
Naziv fijaker danas se u njemačkom govornom području još uvijek rabi samo u Bavarskoj i Austriji, ali i u Češkoj, Hrvatskoj, Mađarskoj (Fiáker) i po bivšoj Austro-Ugarskoj), dok se po ostalim njemačkim zemljama koristi riječ Droschke ili Kutsche.

## Povijest
Riječ fijaker pojavila se u Beču u 18. stoljeću uvezena je iz Pariza, tamo je od 1662. ispred hotela u ulici sv. Fiacra (Rue de Saint Fiacre) bilo stajališe kočija za najam, poduzetnika i trgovca konjima Nicolasa Souvagea, koje su Parižani zbog ulice nazvali fijaker.
U Beču je tridesetak godina kasnije – 1693. izdana je prva licenca za fijaker, tako da ih je oko 1790. već bilo oko 700, tad se uvela i registracija (numeracija kola), a u razdoblju zenita između 1860. – 1908., bilo je preko 1000 po ulicama.
Kočijaši fijakera su često bili poznati osobenjaci, neki od njih sjajno su zviždali, a neki sjajno pjevali. Njihov godišnji bal – Fiakerball, koji se održava na Pepelnicu svojevremeno je bio veliki bečki društveni događaj, pa ga je ovjekovječio i Richard Strauss u operi Arabella u liku Fiakermilli, ljepotice s tog bala.
Danas su fijakeri samo popularna turistička atrakcija, nudeći nekoliko tura vožnje po povijesnom središtu Beča, tako da ih je 1997. bilo 100.Od 1984. i žene mogu voziti fijaker, a od 1998. i fijakeristi moraju imati posebnu vozačku dozvolu.

### Fijakeri u ostalim zemljama
Fijakeri su bili popularni i u svim ostalim većim gradovima Austro Ugarske, od Praga, Budimpešte, Zagreba, Sarajeva, Zemuna, Subotice, Petrovaradina, Temišvara, Ljubljane ..., tako da su i danas voze turiste po Pragu i Budimpešti.  
U Zagrebu je posljednji fijaker kao dio javnog prijevoza, prometovao je sve do početka 1960.e, i uredno čekao putnike namjernike ispred Glavnog kolodvora. Njegov vlasnik bio je Trnjanc, koju je kuću sa štalom imao pored novoizrađene gradske vijećnice na današnjoj Vukovarskoj. On i njegovi konji još su nekoliko godina odolijevali modernim vremenima, pa su ih maknuli s travnjaka ispred vijećnice, tako je nestao posljednji zagrebački fijaker.
Od 1990-ih pojavila se želja da se fijakeri ponovno pojave na zagrebačkim ulicama, ali taj put kao turistička atrakcija po uzoru na Beč, te uloge prihvatio se Josip Habrić i vozio fijaker po Gornjem gradu, do 2011. kad je umro
Viki Glovacki je opjevao posljednji zagrebački fijaker u pjesmi Zadnji fijaker (skladatelj: Stjepan Mihaljinec, stihovi: Drago Britvić), izvedenoj na Zagrebačkom festivalu 1963.
U Novom Sadu su se fijakeristi zadržali sve do početka 1970-ih. Sombor je zbog pjesme Fijaker stari, vjerojatno grad čiji je simbol – fijaker, ali i tamo je posljednji fijakerist Sanko Milutinović zvani čiča Duca umro 2000.

Fijakeri su se kao moda proširili i izvan granice Austro Ugarske tijekom 19. st. po Srbiji, Bugarskoj, Makedoniji, Rumunjskoj, Rusiji, Turskoj...

## Vanjske poveznice
- Fiaker na portalu Austria-Forum
- Zaprežna vozila Hrvatska tehnička enciklopedija, portal hrvatske tehničke baštine. LZMK